# Брод (Чернушинский район)
Брод — село в Чернушинском районе Пермского края. Административный центр Бродовского сельского поселения.
Находится примерно в 5 км к северо-западу от центра города Чернушки на реке Стреж.

## Население
В 2005 году численность населения составляла 877 человек.
По результатам переписи 2010 года численность населения составила 698 человек, в том числе 359 мужчин и 339 женщин.

## История
Село возникло в 1974 году при слиянии деревни Старый Брод и деревни Новый Брод. До 2006 года Брод был административным центром Бродовского сельского совета.